# Rita Statte
Rita Statte (Maglie, 18 marzo 1973) è un'imprenditrice, produttrice cinematografica e attrice italiana.

## Biografia
Il suo ingresso nel mondo dello spettacolo avviene nel 1998, con il regista Enrico Oldoini per il ruolo di "Carlotta" nella fiction TV Il giudice Mastrangelo al fianco del protagonista Diego Abatantuono.
Nel 2006 esordisce al cinema con il film di Carlo Vanzina Eccezzziunale veramente - Capitolo secondo... me, con Diego Abatantuono e Sabrina Ferilli. Nel 2005 decide di occuparsi anche dell'assetto creativo e imprenditoriale del settore spettacolo. Dal 2005 al 2009 è amministratore delegato di Casting Production, società di servizi per produzioni cinematografiche e televisive. Nel frattempo produce il suo primo lungometraggio, Puglia terra madre - Il segreto del Salento, avvalendosi della partecipazione di Lino Banfi e Albano Carrisi, per la regia di Leandro Castellani. 
Nel 2009, assieme a Carlo Fuscagni, già Direttore di Rai Uno e Presidente di Cinecittà Holding, fonda Accademia Artisti, una scuola per attori, cantanti e doppiatori con sedi a Roma, Milano e altre città italiane.
Nel 2011 recita nel film Dreamland - La terra dei sogni, per la regia di Sebastiano Sandro Ravagnani. Talvolta indicato come il «più brutto film italiano di sempre».
Nel 2013 produce Attori si nasce una webserie di 10 episodi diretta da Franco Brovi Taviani e Sos Sesso webserie di 16 episodi con la regia di Elisabetta Marchetti. Nel frattempo torna a partecipare come attrice al film per il cinema L'aquilone di Claudio per la regia di Antonio Centomani, e alla fiction Tv Un medico in famiglia 8 per la regia di Elisabetta Marchetti.
Dal 2019 ad oggi ha organizzato e prodotto il CineFutura Fest, festival di corti cinematografici prodotto da MIUR e MIBAC; ha prodotto due long video per la TV per la promozione di Accademia Artisti, prodotti da Publitalia e con la regia di Fabio Breccia, andati in onda in prima serata sui canali Mediaset. Ha inoltre prodotto spot TIM e Palo Alto Networks per il web, e otto spot per il web per la promozione di Accademia Artisti, così come alcuni Travelblog pubblicati sul web per il progetto di videomaking di Accademia Artisti.
Nel 2020 fonda, assieme alla figlia Alessia Agrosì, Accademia Artisti Virtual Academy e nel 2021 Accademia Artisti Music, dipartimento professionale di canto e discipline musicali di Accademia Artisti.